# Агафонов, Валериан Константинович
Валериа́н Константи́нович Агафо́нов (фр. Valérien Agafonoff; 19 [31] июля 1863, Лесной — 27 января 1955 или 28 января 1955, Ницца, Приморские Альпы, Франция) — русский геолог, писатель и почвовед, участник революционного движения. Последние 33 года жизни проживал во Франции.

## Биография
Родился 19 (31) июля 1863 года в посёлке Лесном под Санкт-Петербургом. Происходил из дворянской семьи православного вероисповедания.
С 1872 года учился во второй Петербургской гимназии. В восемнадцатилетнем возрасте, после кончины матери и внезапного паралича отца, ушёл из 7 класса гимназии и два года давал частные уроки, служил воспитателем в училище для глухонемых. В 1885 году сдал экзамены экстерном в 10-й Петербургской гимназии.
В 1885 году поступил на физико-математический факультет Санкт-Петербургского университета. В процессе учёбы проявил больший интерес к минералогии. После окончания университета с отличием в 1889 году был оставлен на кафедре для подготовки к профессорскому званию. В 1893 году был назначен консерватором минералогического кабинета университета и занимал эту должность до 1895 года. Одновременно начал писать очерки в ряде журналов, в 1893 году вошёл в редколлегию журнала Мир Божий.
Участвовал в экспедиции профессора В. В. Докучаева по почвенно-геологическому изучению Полтавской губернии и напечатал очерк Прилукского уезда.
В 1895 году Агафонов был командирован за границу (на 2,5 года) для продолжения образования и подготовки диссертации. В 1896—1897 годах жил в Женеве, где работал под руководством профессора Соре. По возвращении 2 года проработал в Министерстве финансов. В 1903 году защитил магистерскую диссертацию о полихроизме кристаллов.

### Политическая деятельность
В студенческие годы В. К. Агафонов участвовал в политических кружках. Учился вместе с будущим основателем «Союза освобождения» и кадетской партии В. И. Вернадским. Принимал участие в демонстрациях, был на плохом счету у полиции. В 1901 году за участие в демонстрации на Казанской площади выселен из Санкт-Петербурга, но вскоре вернулся.
В 1903 году Агафонов был назначен преподавателем Петербургского политехнического института. Однако, в январе 1905 он подал заявление об увольнении, в знак протеста против событий Девятого января. С этого времени Агафонов занялся активной революционной деятельностью. Работал в Совете объединённых землячеств, участвовал в издании «Накануне», «Известий крестьянских депутатов», «Трудовой России». На втором съезде партии социалистов-революционеров, проходившем в Финляндии, вступил в партию.
В. К. Агафонов был редактором ряда газет и журналов запрещённых цензурой:
- Крестьянский депутат. 1905. В 1905 г. газета запрещена цензурой
- Накануне. 1905. В 1905 г. журнал запрещён цензурой
- Рабочая Россия. 1905. В 1905 г. газета запрещена цензурой
- Мир Божий. 1893—1906. В 1906 г. журнал запрещён цензурой. Переименован в «Современный мир».

В 1906 году из-за преследования полиции он выехал в Париж, где вошёл в эсеровскую группу. В конце 1907 вместе с Я. Л. Делевским возглавил эсеровскую группу «инициативного меньшинства», которая в 1909 году была преобразована в Союз левых социалистов-революционеров. Вместе с Делевским был редактором-издателем газеты «Революционная мысль», которая выходила в Лондоне, а затем в Париже в 1908—1909 годах. Свои статьи в это время подписывал псевдонимом Северский. Основным мотивом его публикаций был призыв к усилению террористической деятельности.
В руках русских революционеров судьбы России… Только героические акты, только предсмертная песнь борцов за бессмертные идеалы может поднять передовые отряды масс и вдохновить их на бой. Эти грозные мстители — прообраз грядущего нового человека. Для них «я хочу» сливается с «я творю». Проявление «я» — есть творчество новой ценности. И в этом творчестве «я» сливается с миром. Во имя утверждения такой ценности герой жертвует своей жизнью.
В Париже изучал секретные материалы полиции, по возвращении в Россию издал сенсационную книгу «Заграничная охранка», составленную на основе секретных документов заграничной агентуры.
После Февральской революции в 1917 году Агафонов входил в Центральный комитет русских беженцев во Франции, много сделав для отправки революционеров-эмигрантов в Россию. По распоряжению Керенского в Париже была создана комиссия по разбору архивов бывшей заграничной агентуры Департамента полиции во главе с Е. И. Раппом, в состав которой вошёл и В. К. Агафонов.
В сентябре 1917 года вернулся в Россию. Основал газету «Народ», выступал против пораженчества и большевиков.
В 1920 году В. К. Агафонов переехал в Крым, в Симферопольском Таврическом университете ему было предоставлено место профессора на кафедре физической географии. В 1921 г. был избран депутатом в Париж для установления научных связей с Сорбонной.

### В эмиграции
В 1921 году не вернулся из командировки в Париж.
В 1920-х гг. по поручению Парижской Академии наук и Французского института агрономических исследований провел ряд экспедиций по изучению почв территории Франции. На основе собранных материалов была составлена почвенная карта Франции.
В Париже Агафонов входил в учредительный комитет лиги по борьбе с антисемитизмом, был товарищем председателя Русского академического союза. В 1930—1935 годах — член правления Тургеневской библиотеки. Во время Второй мировой войны жил в Жуан-ле-Пен, организовал в Ницце общество помощи русским эмигрантам.
Умер 27 января 1955 года в результате автомобильной аварии. Похоронен на кладбище Caucade в Ницце.
Видное место в трудах Агафонова занимала популяризация успехов современного естествознания. Им написан ряд научно-популярных книг: «Наука и жизнь» (1906), «Настоящее и прошлое Земли» (1895, последнее издание — 1926), «Землетрясения» (1915), «Вулканы» (1916), «Образование Земли» (1917) и др. На протяжении ряда лет он редактировал научно-популярный раздел журнала «Мир Божий», на страницах которого знакомил читателей с достижениями современной науки.

### Масонство
Посвящён в ложу «Северная звезда» Великого востока Франции по рекомендации Б. Миркина-Гецевича и Н. Пораделова — 6.5.1925, возвышен в степень подмастерье — 15 января 1926 года, возведён в степень мастера-масона — 15 ноября того же года. хранитель печати с 7 января 1927 по 1928 год, с 5 ноября 1931 по 1932 и в 1934—1936 годы. 2-й страж в 1929—1931. Юридический делегат (судья) с 1932 по 1935 год. Член ложи до кончины. По окончании Второй мировой войны почти не посещал собраний по возрасту.

## Семья
Первая жена — Лидия Андреевна Величко (или Величкина) — дочь статского советника, обвенчаны 26 мая 1886 (скончалась в 1939, возможно, в 1940, в Ленинграде). Не эмигрировала вместе с бывшим мужем во Францию.
- Дочь Инна (в замужестве Саранчина) (1889—1976, скончалась в Ленинграде) — врач по профессии, много лет заведовала стоматологической клиникой Путиловского (Кировского) завода.
  - Внучка — геолог-петрограф Галина Михайловна Саранчина[11] (1911—2004) — профессор геологического факультета ЛГУ

Вторая жена - Юлия Михайловна Спиро (скончалась 30 марта 1922), изучала медицину в университете.
В этом браке родилось трое сыновей:
- Владимир — (18 июля 1895, Санкт-Петербург — 24 декабря 1981, Париж) — участник белого движения, штабс-капитан, похоронен на кладбище Сент-Женевьев-де-Буа[12].
- Михаил (1901, Санкт-Петербург — 1980, Брюссель)
- Сергей

## Награды
- Большая золотая медаль АН.
- Кавалер Ордена Почётного легиона[13].

Был награждён премиями и медалями различных научных учреждений Франции: Французского геологического и Французского минералогического обществ, а также Международной ассоциации науки о почвах.

## Членство в организациях
- 1891 — Действительный член Минералогического общества
- 1925 — Масонская ложа «Северная звезда»

## Комментарии
1. ↑  В источниках указываются также даты рождения 21.07.1863[3], 30.7.1863[4], январь 1864 года, 13 июля 1864 года[5].